# 경강 단층
경강 단층(京江 斷層, Gyeong-gang Fault)은 한반도 경기 지괴/경기 육괴 내 대한민국 강원특별자치도 화천군에서 청평, 양수리, 광주시를 거쳐 경기도 발안리까지 연장되는 연장 175 km, 북북동-남남서 주향의 조구조(tectonic) 단층이다. 경강 단층은 가평군에서 팔당호까지 북한강을 따라 발달하며 청평 지역에서 스러스트 단층 또는 연성 전단대(延性剪斷帶; Ductile shear zone)의 모습을 보여 준다. 왕숙천 단층과 인제 단층의 사이에 위치하며 대개 선캄브리아기 지층을 따라 발달한다. 중력장 해석을 통해 경강 단층의 파쇄대는 6,000 m 깊이까지 연장되는 것으로 추정된다.

## 경강 단층의 자취
경강 단층은 팔당호에서 청평면까지 북한강의 경로와 일치하며, 경춘선 대성리역에서 가평역까지 경춘선 철도와 거의 일치한다. 1:5만 지질도에 표기된 단층의 통과 지역은 다음과 같다.
← 팔당호 - 가평군 청평면 대성리 - 청평면 청평리 - 청평면 상천리 - 빛고개 - 가평읍 읍내리 - 가평읍 마장리 - 북면 소법리 - 화악리 - 춘천시 사북면 지암리 - 사북면 신포리 - 화천군 화천읍 중리 - 화천읍 풍산리 →

### 화천군
화천 지질도폭(1997)에 의하면 경강 단층은 화천군 화천읍 풍산리에서 화천읍 중리와 춘천시 사북면 신포리를 잇는 북한강을 따라 발달하여 가평군 청평면 지역으로 연장된다. 화천도폭 지역에서 주향이 북동 방향에서 남북 방향으로 지그재그 형태로 발달 방향이 변한다. 이는 풍산리의 하천을 따라 발달하고, 화천군 하남면 용암리와 거례리 사이에도 형성되어 있다. 북동 40° 방향으로 발달하는 경강 단층은 화천읍 중리와 풍산리 사이에서 확인되고, 거례리에서 춘천시 원평리 사이로 연장되어 춘천 지질도폭으로 연장된다. 단층은 동측 내지 남동측으로 60 내지 70°의 경사를 가진다. 단층의 폭은 10 m 에 이른다.

### 춘천시
춘천 지질도폭(1974)에 의하면 경강 단층은 그 방향과 지질 분포 상태로 보아 지괴 운동의 산물로 볼 수 있으며 외관상 서측 지괴는 남서쪽으로 동측 지괴는 북동쪽으로 이동한 것과 같이 변위를 보인다.

### 가평군
청평 지질도폭(1981)에서 경강 단층은 스러스트 단층으로 보고되었다. 이 지역에서 경강 단층은 경춘선 철도와 거의 일치하게 발달하며 이 단층을 경계로 북서쪽에 선캄브리아기 청평 변성암류 하부 호상 편마암이, 남동쪽에 규암 및 편암류와 흑운모 호상 편마암이 분포한다. 청평 변성암류 하부 호상 편마암은 경강 스러스트 단층 하반에 해당하므로 규암 및 편암류의 하부에 놓여 있다. 경강 스러스트 단층은 일종의 압쇄대의 성격을 가지며, 이 스러스트 단층대를 따라 압쇄암(Mylonite)이 발달하고 있는데 이들의 두께는 수~수십 미터에 이르며 이의 암상은 압쇄암 녹니석편암→안구상 편마암(augen gneiss)→흑운모 호상편마암으로 점이한다. 압쇄암의 엽리는 편마암류의 엽리 방향과 평행하다. 청평읍 청평리 부근의 도로변에서는 경강 스러스트 단층이 습곡 형태의 계단상 구조를 보여주다가 청평면 하천리 경춘선 철도변에서는 다시 수평적인 양상을 보여준다. 특히 하천리 철도변 부근에서는 석회암층과 편마암류가 역단층에 의해 서로 반복되어 나타남으로서 인편상구조(Imbricate structure)를 보여준다. 경강 단층은 곳에 따라서 스러스트 단층과 연성 전단대(ductile shear zone)의 형태를 보여준다.

### 중앙선 북한강교
중앙선 철도는 팔당호 북쪽, 양평군 양서면 양수리 부근에서 북한강을 건넌다. (수도권 전철 경의·중앙선 운길산역-양수역 구간) 이 지역은 북한강을 따라 경강 단층이 발달할 것으로 예상되는 지역이나 강물 때문에 강가를 제외하고는 육안으로 지표 지질조사를 수행할 수 없다. 지표 지질조사 결과 북한강변에서 경강 단층대의 경계부에 해당하는 것으로 추정되는 단층들이 발견되었으나 강 하부의 정확한 단층 발달 상황은 예측하기 어려웠다. 따라서, 수도권 전철 중앙선이 지나갈 철도교량 건설 예정부지에서 강 하부의 지반에 위치한 단층대의 위치를 규명하기 위해 전기 비저항 탐사(Dipole-Dipole Array Geoelectric Survey)를 실시하였다. 그 결과 강 하부에서 국부적으로 저비저항 이상대들이 발견되었으며 이들 이상대는 강의 오른쪽에 집중되어 있다. 이러한 저비저항 이상대들은 경강 단층대와 관련된 것으로 보인다. 또한 저비저항 이상대는 대부분 수직으로 발달하고 있는데 이는 이 지역에서 경강 단층이 고각도의 경사를 가지는 주향 이동 단층의 형태로 발달되어 있다는 사실을 반영한 것으로 해석된다. 시추조사 결과 전기비저항 이상대의 시추공에서는 시추 코어가 회수되지 않을 정도로 암반 상태가 불량하였으며 점토화된 단층구간도 확인되었다. 이들 결과를 종합해 보면 이들 저비저항 이상대는 경강 단층의 주 단층(Main Fault)으로 보인다.
당초 교량 설계시 전기비저항 이상대 위치에 14번 교각을 건설하는 것으로 설계되어 이 구간에 시추조사를 실시한 결과 최소한 30 m 심도까지 점토화된 단층 구간이 분포하여, 14번 교각이 들어설 시추공의 위치는 단층파쇄대 상부로 교각을 건설하기에는 부적합한 위치로 판정되었다. 하지만 교량 설계상 14번 교각의 위치를 변경하게 되면 나머지 교각의 위치도 다 바꿔야 하고 그러면 변경된 위치에서 또 단층파쇄대가 나타날 수 있었기 때문에, 경강 단층의 주 단층이 지날 것으로 예상되는 저비저항 이상대를 피하여 경간을 넓혀 교각의 위치를 변경하였다.

### 팔당호
양수리 지질도폭(1981)에서는 단층이 보고되지 않았고 다만 경기도 광주시 남종면 분원리-북한강-남양주시 화도읍 구암리로 이어지는 북북동-남남서 주향의 현저한 선상구조(lineament)가 확인되었다. 그러나 이 선의 연변에는 뚜렷한 변위가 없으며 파열구조(fracture)의 방향성도 이 선이 단층선이라는 것을 입증해 주지 못한다. 그러나 나중에 위 문단에서 설명된 바와 같이 전기 비저항 탐사에 의해 경강 단층이 이곳을 지난다는 것이 밝혀졌다.
팔당호 남쪽에서는 경기도 광주시 남종면 분원리에서 경강선 경기광주역 부근까지 이어지는 단층이 있으며 이는 경강 단층의 연장선으로 보인다. 이 단층은 양평 지질도폭(1981)에서 경안 단층(京安 斷層)으로 명명되었으며 단층선에 따라 크고 작은 단층 계곡이 발달하고 추가령 구조곡과 평행한 것으로 보아 그와 같은 시기에 형성되었으리라 여겨진다. 이 단층은 광주산맥을 비스듬하게 자른다.

## 같이 보기
- 한국의 단층
  - 추가령 구조곡
  - 왕숙천 단층
  - 인제 단층
  - 금왕 단층
  - 공주 단층
  - 광주 단층
  - 가음 단층
  - 양산 단층
  - 울산 단층
- 한국의 지질
  - 가평군의 지질
  - 춘천시의 지질
- 북한강